# Motopompe
Une motopompe est une unité pompe-moteur à explosion utilisée dans divers domaines comme l'agriculture ou la sécurité civile. Cette machine peut être munie d'une simple poignée de transport et de petites roues pour les plus légères ou éventuellement attelée et tractée par un véhicule automobile pour les modèles plus lourds et volumineux. Il s'agit donc d'un modèle particulier de groupe motopompe.

### Irrigation

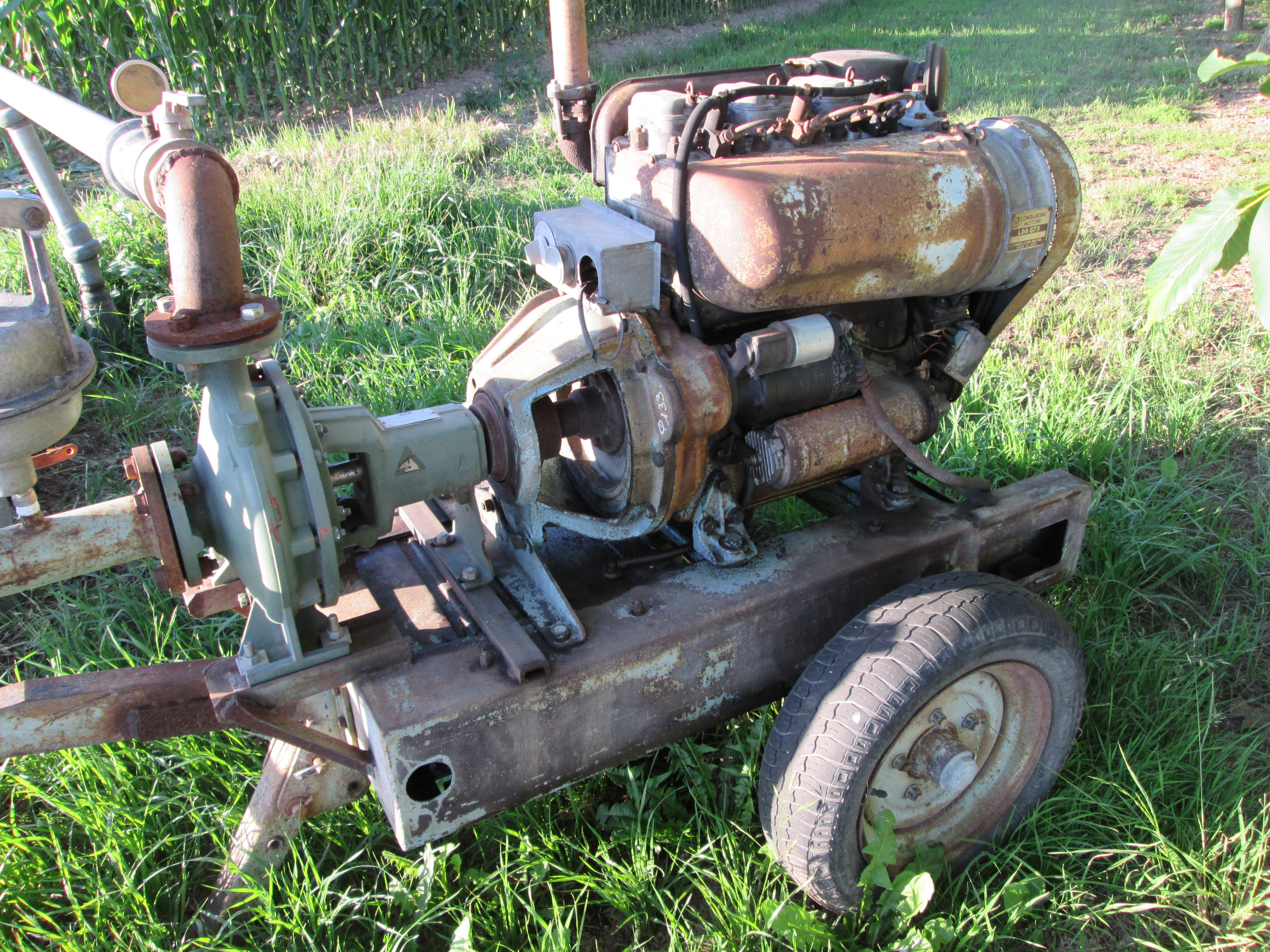
Motopompe Lombardini sur remorque, utilisée pour irriguer un champ de maïs.

## Sécurité civile

### Lutte contre l'incendie

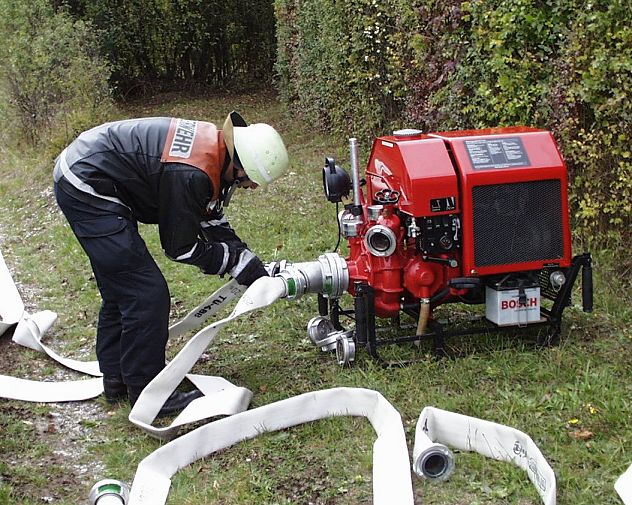
Motopompe allemande utilisée en relais.

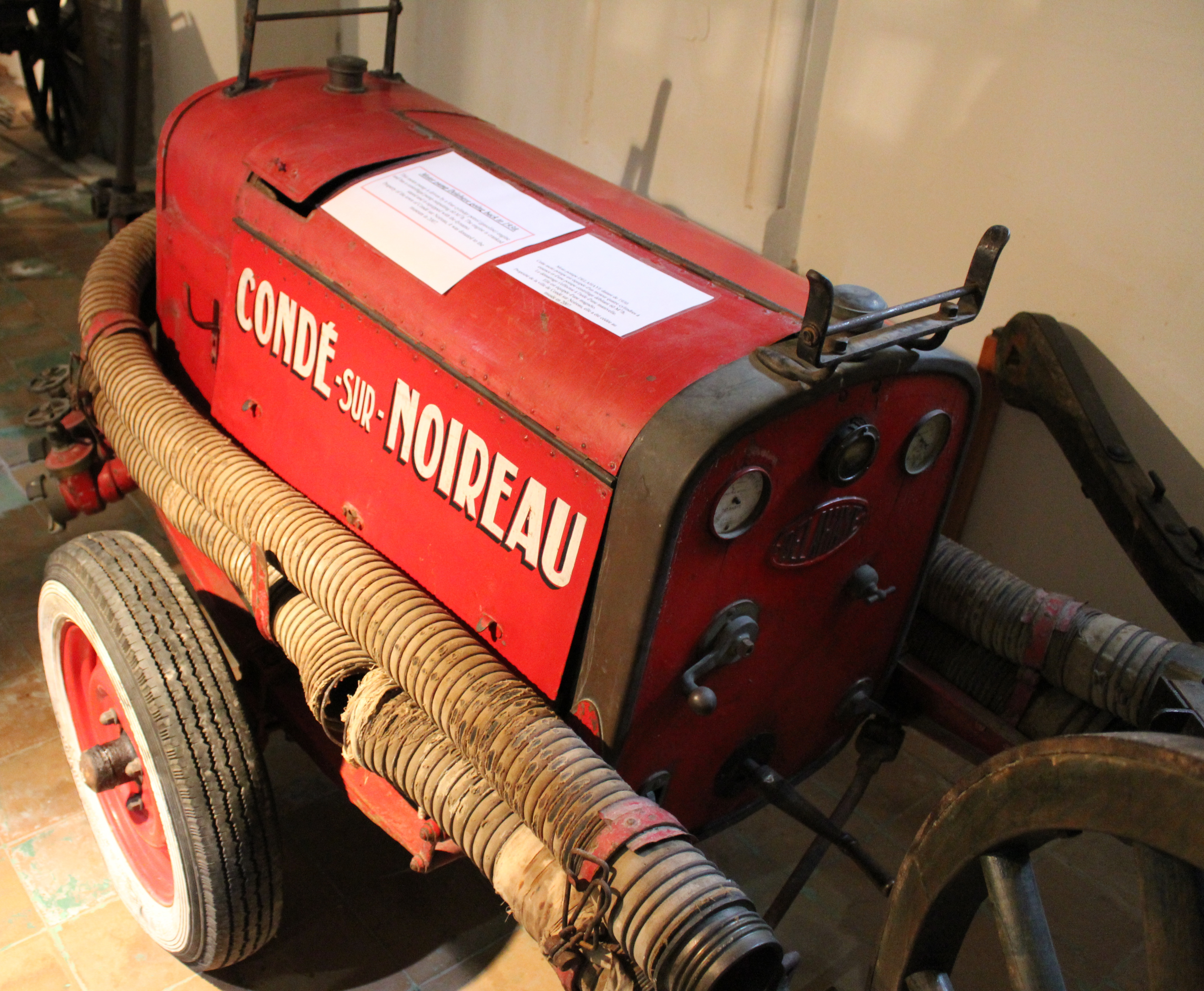
Ancienne motopompe Delahaye.

Dans la lutte contre l'incendie, la motopompe est surtout utilisée en milieu rural où l'approvisionnement en eau est difficile et où les sinistres en requièrent de grandes quantités.

#### Aspiration
Un lieu commun est de dire que les pompes « aspirent » l'eau. En fait une pompe aspirante crée un vide dans le « corps de pompe », c'est la pression atmosphérique s'exerçant sur la nappe d'eau qui la fait remonter dans la pompe, viendra ensuite la mise en pression de l'eau. Ce principe physique intangible fait qu'au niveau de la mer la hauteur maximale d'aspiration théorique vaut 10,33 mètres, cette hauteur décroit ensuite selon l'altitude (par rapport au niveau de la mer) du lieu de pompage.
Le pompage dans des plans d'eau (piscines, rivières, étangs, lacs, etc.) constitue son rôle originel. Des tuyaux d'aspiration sont accouplés à l'entrée du corps de pompe, avec à leur extrémité immergée une crépine.
Ils sont immergés à environ 80-100 cm de profondeur, si possible la crépine face au courant. Une corde est attachée au clapet pour la vidange et une autre est attachée autour de ces tuyaux pour les retenir et les guider.
Ceux-ci sont rigides en raison du risque de succion d'un tuyau souple lorsque la pression à l'intérieur devient inférieure à la pression atmosphérique.
À la sortie du corps de pompe sont accouplés des tuyaux souples, soit en alimentation vers des engins, soit directement en refoulement vers des lances.

#### Relais
Les motopompes sont aussi utilisées pour augmenter la pression lors d'un transport d'eau sur de grandes distances. En effet, en raison des pertes de charge, il est nécessaire de placer des pompes à intervalles réguliers sur ces établissements. Il arrive aussi de pomper à partir d'un hydrant.
Dans ce cas les tuyaux d'alimentation souples sont accouplés directement à l'entrée du corps de pompe. Il convient ainsi de faire très attention au débit de sortie, et par conséquent à la pression d'entrée : celle-ci ne doit jamais être inférieure à la pression atmosphérique, sous peine de voir le tuyau s'affaisser et être aspiré dans le corps de pompe, lui causant des dégâts majeurs. On prévoit généralement une marge de deux bars.
Il arrive qu'un bassin de relais soit placé avant l'entrée du corps de pompe. Celui-ci, d'une capacité de quelques milliers de litres, se remplit par les tuyaux d'alimentation, et l'on pompe dans ce bassin comme sur un plan d'eau. Ainsi, on peut pomper au débit maximal autorisé par les tuyaux d'aspiration reliant le bassin à la pompe, au risque de vider le bassin, mais en ayant écarté le risque de succion. Le bassin sert également de tampon lorsque le débit d'alimentation n'est pas constant.
À la sortie du corps de pompe sont accouplés des tuyaux souples, soit en alimentation vers des engins, soit en alimentation pour la poursuite du transport en relais, soit directement en refoulement vers des lances.

#### Spécifications
La motopompe est constituée d'une pompe centrifuge hydraulique couplée à un moteur à explosion. Elle est donc entièrement autonome.

##### En France
Il existe trois types de motopompe, chacune se différenciant par ses performances hydrauliques : 
- la MPR 60 débite 1 000 l/min sous une pression de 10 à 15 bar ;
- sous les mêmes pressions, la MPR 90 d'un débit de 1 500 l/min ;
- la MPR 120 a un débit de 2 000 l/min sous 15 bar.

On trouve aussi plus rarement des MPR 180 ou MPR 240 (3000/15 et 4000/15).

##### En Suisse
Il existe quatre types de motopompes, classées selon leur débit minimal :
- type I : au minimum 400 l/min à 4 bar EMT ;
- type II : au minimum 1 400 l/min à 8 bar EMT ;
- type III : au minimum 2 800 l/min à 8 bar EMT ;
- type IV : au minimum 3 200 l/min à 8 bar EMT.